# تپه گورستان جلایر
تپه قبرستان جلایر مربوط به سده‌های متأخر دوران‌های تاریخی پس از اسلام است و در شهرستان مشگین‌شهر، مرکز بخش مشکین شرقی، دهستان لاهرود، روستای جلایر واقع شده و این اثر در تاریخ ۱۲ دی ۱۳۸۶ با شمارهٔ ثبت ۲۰۳۲۲ به‌عنوان یکی از آثار ملی ایران به ثبت رسیده است.